# Jonio Film
La Jonio Film fu una casa di produzione cinematografica costituita a Catania nel 1914 sull'onda della fondazione della grande società di produzione Etna film.

## La società
La società, assieme alle consorelle Katana film e Sicula film, venne costituita dall'avvocato catanese Gaetano Tedeschi e durò poco più di un anno. Produsse diversi film interpretati dagli attori catanesi, tra cui Desdemona Balistrieri, moglie dell'attore Angelo Musco, Rosina Anselmi, Mariano Bottino ed Attilio Rapisarda. Tra i film prodotti si ricorda Valeria del 1916.